# فرولتو آنتیکو
فرولتو آنتیکو (به ایتالیایی: Feroleto Antico) یک کومونه در ایتالیا است که در استان کاتانزارو واقع شده‌است.

## خصوصیات
فرولتو آنتیکو ۲۱ کیلومترمربع مساحت و ۲٬۰۷۷ نفر جمعیت دارد و ۳۵۰ متر بالاتر از سطح دریا واقع شده‌است.